# Ville gallo-romaine
Les villes gallo-romaines sont toutes les villes se situant sur le territoire des Gaules, s'inspirant du modèle romain à la suite de la conquête des Gaules par Jules César et ses successeurs.

## Le réseau urbain

### Avant la conquête par César en58 av. J.-C.
Sur une demande de Massalia en 125 av. J.-C., des légions franchissent les Alpes pour se livrer à des campagnes d'envergure en Gaule. Un vaste territoire tombe sous l'orbite de Rome, la Gallia Transalpina. Marseille est une colonie grecque fondée par Phocée vers 600 av. J.-C.. Elle joue un rôle important dans la Méditerranée Occidentale. Massalia a créé des colonies (ou comptoirs) en Ibérie et dans le midi de la Gaule. Les auteurs antiques ne se recoupent que sur ces cinq villes pour le midi de la Gaule : Agathé (Agde), Tauroeis (le Busc), Olbia (l'Almanarre), Antipolis (Antibes) et Nikaia (Nice). Seul le site d'Olbia a fait l'objet de véritables fouilles archéologiques.

#### Les créations romaines
La première ville romaine antique en Gaule est Aquæ Sextiæ (122 av. J.-C.) ; elle devient capitale de la Provincia, première province romanisée en dehors de la péninsule italique, future Provence. 
Rome fonde également une colonie sur la ville actuelle de Narbonne en 118 av. J.-C., appelée Narbo Marcus (qui s'installe peut-être sur la ville indigène de Naro). On peut aussi citer Lugdunum Convenarum qui est fondée par Pompée en 72 av. J.-C. à l'issue de ses campagnes contre Sertorius.

### De César à Auguste
C'est après la fin de la Guerre des Gaules qu'apparait pleinement la ville Gallo-romaine, mais c'est aussi à cette époque que se développe l'habitat urbain en Gaule.

## L'organisation de la ville
Les archéologues disposent de peu de données concernant l'environnement des villes gallo-romaines. On connait par exemple très peu le boisement et l'hydrographie (qui ont changé depuis cette époque). La ville gallo-romaine n'est approchable que par les minces sources épigraphiques et ce que le hasard des fouilles nous permet d'entrevoir ; il est impossible d'avoir un aperçu de la diversité des villes comme on peut l'avoir de nos villes actuellement. De plus, il est très difficile d'apprécier le caractère évolutif des différentes villes (par exemple le passage des constructions en bois aux constructions en pierre).
Les techniques de construction sont par ailleurs assez mal connues. On a longtemps pensé que les Romains avaient apporté et largement diffusé une technique révolutionnaire de maçonnerie : l'opus caementicium. Mais les recherches récentes montrent qu'au début cette technique n'était utilisée que pour les bâtiments publics. Les habitations privées étaient toujours construites selon les méthodes protohistoriques : murs montés à sec, torchis et utilisation du bois au moins jusqu'à la fin du premier tiers de notre ère.

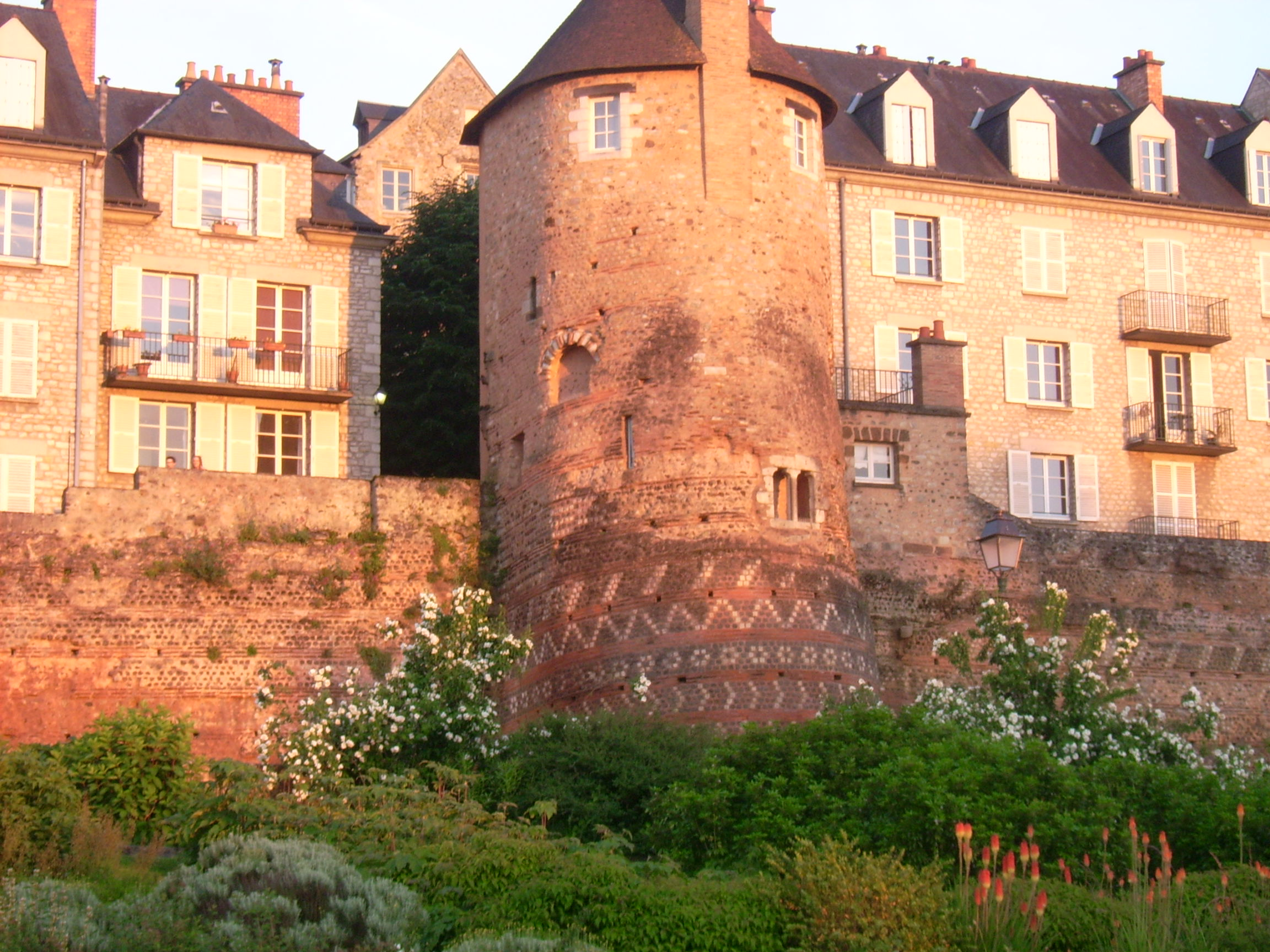
Enceinte de la ville du Mans

### Les alentours de la ville
Les remparts sont assez rares durant la période du Haut-Empire ; ils restent le privilège des colonies. Au Bas-Empire, ils se développent en nombre à la suite des raids germaniques de la fin du IIIe siècle. Il s'agit d'ouvrages de grande ampleur, construits avec soin, induisant une rétractation drastique du tissu urbain confiné dans quelques dizaines d'hectares. Toutes les villes ont subi cette métamorphose : du point de vue urbanistique, c'est l'acte de naissance de la ville médiévale.
À proximité immédiate des villes, se trouvent les nécropoles, qui ceinturent l'espace urbain. Elles sont l'un des moyens les plus sûrs pour l'archéologie de délimiter l'espace urbain antique.

### Les monuments publics

#### Le forum
Le forum est le centre de la cité gallo-romaine. Importé directement de Rome, il prend en Gaule une forme tripartite dans la plupart des cas. Il est constitué d’une place, d’une basilique (accompagnée souvent d’une curie) et d’un temple.
Le forum représente à merveille l’un des rôles importants de la ville gallo-romaine : en plus d’être un lieu de réunion et de démocratie, c’est aussi l’endroit où sont prises les décisions judiciaires. Les citoyens peuvent se rencontrer, discuter et commercer sur sa place.
Deux forums de l’époque Augustéenne sont particulièrement bien fouillés : il s’agit du forum de Ruscino et de celui de Glanum.
Si le forum est la marque de la romanisation d’un site, il représente aussi la vénération envers Rome et ses Empereurs.
Le forum n’a pas de réelle correspondance dans nos villes modernes. C’est un lieu poly-fonctionnel par essence.

#### Les temples

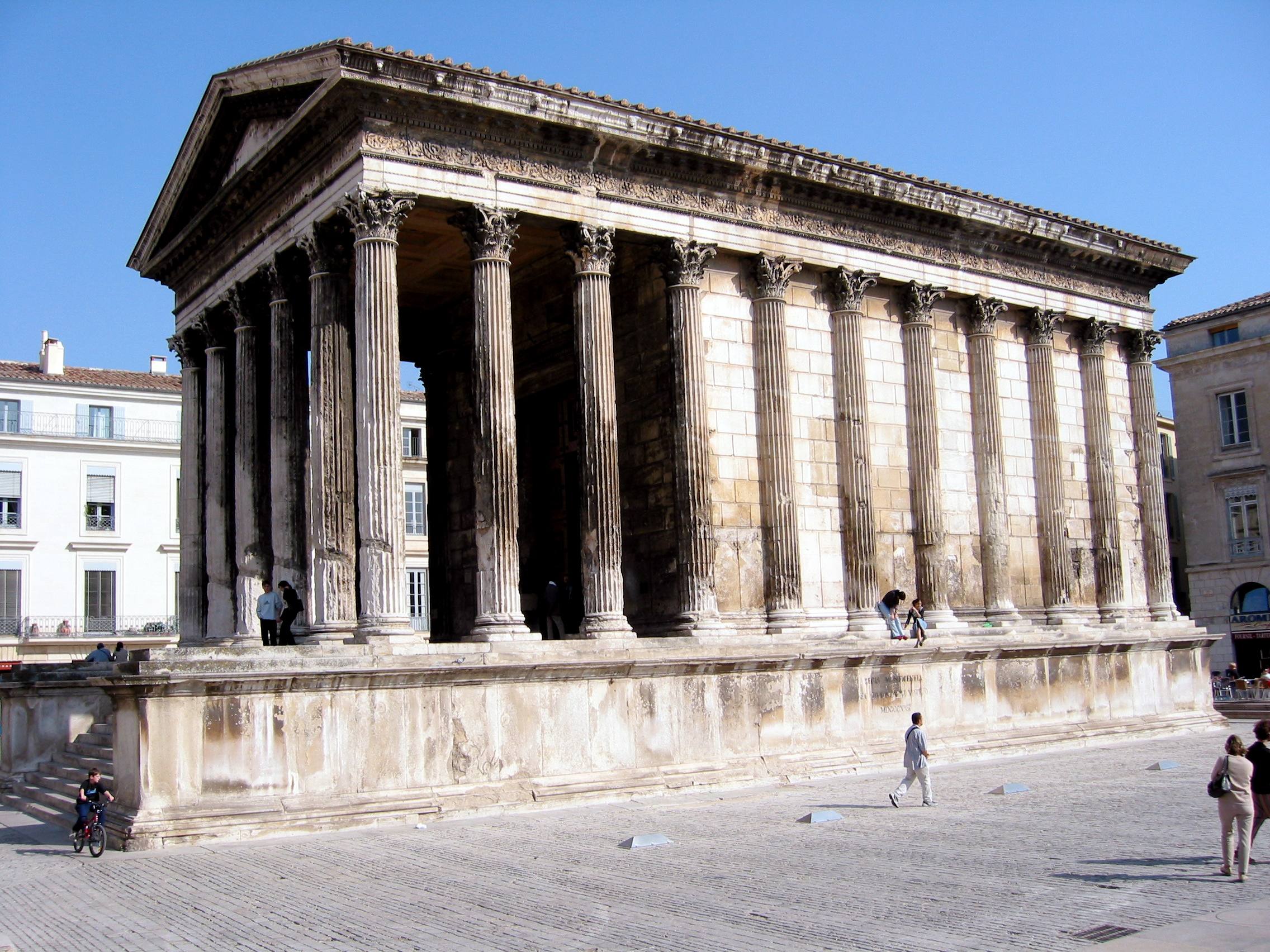
La Maison Carrée de Nîmes

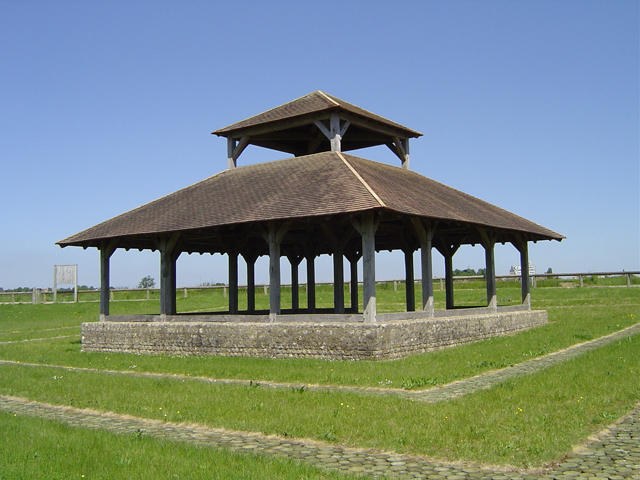
Le fanum d'Oisseau-le-Petit

Il existe plusieurs types de temples en Gaule romaine. Les plus courants sont les temples pour le culte civique, c'est-à-dire le culte officiel de l'Empire. On peut penser à la Maison Carrée de Nîmes qui est l'un des monuments les mieux conservés en Gaule.
Le deuxième type de temple que l'on rencontre est le fana ou fanum. On appelle fanum les temples de tradition celtique. Ils sont organisés sur un plan centré, carré ou en cercle, entouré d'une galerie (il se pourrait que celle-ci ait une fonction dans le culte).
Plus tard, le mithraïsme pris de l'ampleur en Gaule, en particulier chez les gens d'armes. Un type bien particulier de temple était associé à ce type de religion. Ce sont des temples enterrés (sorte de grotte représentant symboliquement celle où Mithra a tué le lion). Ces temples sont appelés Mithraeum.

#### Les monuments des eaux

##### Aqueducs
Les aqueducs romains utilisaient la simple force de la gravité pour acheminer l'eau : il suffisait de donner un léger dénivelé aux conduites pour que l'eau coule vers sa destination. L'inconvénient était que pour franchir une colline, il fallait soit la contourner, soit creuser un tunnel ; de même, pour passer une vallée, il fallait construire un pont ou utiliser un siphon. Les aqueducs romains ont laissé de nombreux vestiges comme le pont du Gard en France, l'aqueduc de Ségovie en Espagne, l'aqueduc de Carthage en Tunisie, l'aqueduc de Gorze à Metz…
Néanmoins l'essentiel du parcours de ces aqueducs était souterrain. L'aqueduc de Mons à Fréjus, dans le Var (41 567 m de long, 515 m de dénivelé, 300 l/s), encore partiellement en service, est souterrain sur la plus grande partie de son trajet, mais passe en pont-aqueduc peu avant son arrivée à Fréjus de façon à garder une hauteur suffisante pour alimenter un château d'eau au point le plus haut de la ville.

##### Thermes
Les thermes étaient des établissements publics de bains composés de plusieurs bassins : eau chaude, eau tiède, eau froide ; de palestres, etc. Les thermes publics apparaissent au Ier siècle av. J.-C. Marcus Vipsanius Agrippa, ami et gendre de l'empereur Auguste, serait à l'origine de la généralisation de la construction et de la fréquentation des thermes publics. La construction des thermes revenait à l'empereur ou à ses représentants. Les coûts de fonctionnement étaient assurés par les finances publiques.
Les Romains se rendaient aux thermes pour l'hygiène corporelle et les soins complets du corps. Les thermes publics avait aussi une fonction sociale importante : ils faisaient partie intégrante de la vie urbaine romaine. On s’y lavait, mais on y rencontrait également des amis, on y faisait du sport, on jouait aux dés, on se cultivait dans les bibliothèques, on pouvait y traiter des affaires et se restaurer.
Pour les Romains, le bain représentait à la fois un luxe et une nécessité. Tous s'y rendaient, sans distinction de classe sociale. Ils étaient ouverts aux hommes et aux femmes, mais dans des parties différentes et/ou à des heures différentes.

##### Fontaines publiques
Les ingénieurs romains utilisaient des tuyaux de plomb pour réaliser des jets d'eau par charge hydraulique. Les fouilles de Pompéi ont mis au jour des fontaines sur pieds et des bassins (monolithes ou constitués de plaques de pierre fixées entre elles par des agrafes métalliques) placés à intervalles réguliers le long des rues de la ville, alimentées par siphonnage à partir de tuyaux de plomb sous la rue. Elles révèlent également que les maisons des Romains les plus riches disposaient souvent d'une petite fontaine dans l'atrium.
La Rome antique disposait de 39 fontaines monumentales (certaines construites pour faire honneur à des personnes célèbres ou pour marquer les grands événements) et 591 bassins publics alimentés par 9 aqueducs, sans compter l'eau fournie aux fontaines de la famille impériale, aux thermes et aux propriétaires de villas. Chacune des plus grandes fontaines était alimentée par deux aqueducs différents, au cas où l'un aurait été hors d'usage.

#### Les monuments de spectacles

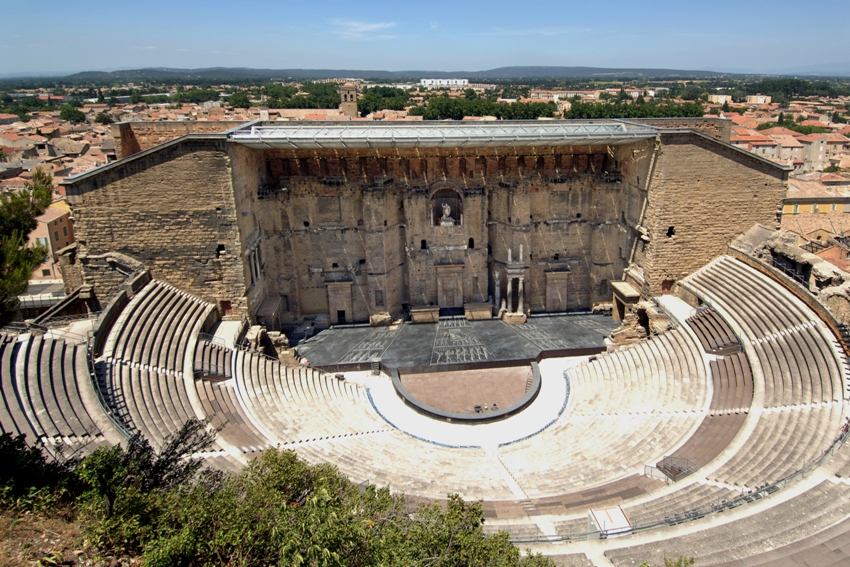
Le théâtre antique d'Orange

En France, on a retrouvé 33 vestiges d'amphithéâtres. Parmi ceux-ci on peut mentionner les arènes d'Arles, les arènes de Nîmes, l'amphithéâtre de Saintes, les arènes romaines de Béziers, l'amphithéâtre de Fréjus, l'amphithéâtre de Grand, l'amphithéâtre des Trois Gaules à Lyon, les arènes de Cimiez à Nice, les arènes de Lutèce à Paris, l'amphithéâtre de Périgueux, l'amphithéâtre de Rotomagus à Rouen et l'amphithéâtre de Tours. 
On y a aussi repéré 25 théâtres romains. Parmi ceux-ci signalons ceux d'Arles, d'Autun, de Lyon, de Mauves-sur-Loire, d'Orange, des Bouchauds et de Vendeuil-Caply.

### Les habitats privés
Les Domus étaient de vastes demeures urbaines construites dans les insulae, selon un plan méditerranéen, autour d'une cour ou un jardin à péristyle, en bois, torchis ou pierre. La décoration était faite de peintures murales, de mosaïques et de plafonds en stuc.